# 卢广绵
卢广绵（1906年—？），男，奉天（今辽宁）海城人，中国工业合作活动家，中国工业合作协会创始人，曾任第六、七届全国政协委员。